# Шлехинг
Шлехинг (њем. Schleching) општина је у њемачкој савезној држави Баварска. Једно је од 35 општинских средишта округа Траунштајн. Према процјени из 2010. у општини је живјело 1.758 становника. Посједује регионалну шифру (AGS) 9189141.

## Географски и демографски подаци
Шлехинг се налази у савезној држави Баварска у округу Траунштајн. Општина се налази на надморској висини од 567 метара. Површина општине износи 45,2 km². У самом мјесту је, према процјени из 2010. године, живјело 1.758 становника. Просјечна густина становништва износи 39 становника/km².